# Uglješa Šajtinac
Uglješa Šajtinac (Zrenjanin, 1º ottobre 1971) è uno scrittore e drammaturgo serbo.

## Biografia e opere
È uno dei vincitori del Premio letterario dell'Unione europea nel 2014.
Sajtinac è l'unico drammaturgo serbo nella storia del teatro internazionale, che abbia scritto un dramma la cui prima rappresentazione sia avvenuta all'estero, in inglese. La stesura di questo dramma, dal nome della città di Huddersfield, è stata ispirata dal suo soggiorno nel 2000, e nel 2004 è stata presentata per la prima volta al Leeds Play House. Questo dramma è stato nel repertorio del Teatro drammatico jugoslavo di Belgrado per circa dieci anni, è stato messo in scena in Germania (Volksbühne Berlin), negli Stati Uniti d'America (Teatro TUTA Chicago), in Croazia (Teatro della gioventù di Zagabria) e in Bosnia ed Erzegovina (Teatro da camera 55 di Sarajevo). L'artista è stato anche coinvolto nella creazione della sceneggiatura dell'omonimo film del 2007.
A causa dei suoi scritti diretti, politicamente scorretti e talvolta offensivi, il suo umorismo nero e il suo atteggiamento sarcastico nei confronti della realtà post-socialista nei Balcani, fu chiamato il vero punk della letteratura serba. Il figlio di un'attrice e un poeta, scrittore e drammaturgo ha studiato drammaturgia presso la Facoltà di Arti Drammatiche dell'Università delle Arti di Belgrado si è laureato con due premi nel 1999, ha lavorato come drammaturgo presso il Teatro Nazionale serbo a Novi Sad dal 2003 al 2005, poi è diventato professore di drammaturgia presso l'Accademia di Arti della Università di Novi Sad. È un artista pluripremiato con numerosi prestigiosi premi dal suo paese.
L'autore è stato presentato per la prima volta ai lettori italiani con il pluripremiato romanzo Doni modesti, tradotto da Liljana Avirović, docente universitaria presso la Scuola Superiore di Lingue Moderne per Interpreti e Traduttori, Dipartimento di Scienze Giuridiche, del Linguaggio, dell'Interpretazione e della Traduzione dell’Università degli Studi di Trieste.
A differenza di molti altri scrittori contemporanei, l'autore scrive sia per gli adulti sia, con molta empatia, per i bambini. Le sue versioni drammatizzate del romanzo Robinson Crusoe (La vita su un'isola deserta e Robinson e i pirati) sono state presentate nel 2003 e 2004 durante l'annuale festival estivo di Belgrado BELEF sull'isola di Ciganlija, e nel 2009 il primo dramma di Robinson in vari parchi della città di New York. Ha anche scritto una versione testuale del suo primo libro per bambini Radula del falcone per il Teatro di burattini, presentato per la prima volta nel Teatro nazionale della sua città natale. Il libro Čarna e Nesvet, una favola su un corvo e un lombrico, ha ricevuto il premio della rivista Politikin Zabavnik nel 2013. Il libro Una banda di animali domestici indesiderati è stato inserito dalla Internationale Jugendbibliothek (Biblioteca internazionale della gioventù) di Monaco di Baviera nel catalogo delle pubblicazioni consigliate per bambini del 2019, pubblicato da questa istituzione. Questo catalogo White Ravens (Internationale Jugendbibliothek) viene presentato ogni anno alla Fiera del libro di Francoforte ed è una prestigiosa pubblicazione per editori di letteratura per bambini nel mercato internazionale del libro.

## Edizione italiane
- Doni modesti (Sasvim skromni darovi), Atmosphere libri, Roma 2016, ISBN 978-88-6564-186-6.

## Opere selezionate
Drammi
- Rekviziter (Attrezzista), anteprima al Teatro drammatico di Belgrado nel 1999.
- Pravo na Rusa (Diritto al russo), anteprima al Teatro Nazionale Serbo di Novi Sad nel 2001.
- Govorite li australijski? (Parli australiano?), anteprima al Teatro Nazionale „Toša Jovanović“ di Zrenjanin nel 2002
- Život na pustom ostrvu (La vita su un'isola deserta), BELEF Festival di Belgrado nel 2003
- Robinzon i pirate (Robinson e i pirati), BELEF Festival nel 2004
- Huddersfield, anteprima mondiale al Leeds Play House 2004; anteprima serba al Teatro drammatico jugoslavo di Belgrado nel 2005
- Banat (Banato), anteprima al Teatro drammatico jugoslavo di Belgrado nel 2007
- Vetruškina ledina (La Radura del falco), anteprima al Teatro Nazionale „Toša Jovanović“ di Zrenjanin nel 2008
- Animals (Animali), anteprima al Teatro della città di Kruševac nel 2018

Racconti
- Čuda prirode (Meraviglie della natura), 1993
- Vok on! : manifest razdraganog pesimizma (Avanti!: manifesto di felice pessimismo), 2007
- Banatorium, 2014
- Žena iz Huareza (Donna di Juárez), 2017

Romanzi
- Čemer : libreto za krut košmar (Dolore: libretto per un incubo crudele),1998
- Sasvim skromni darovi (Doni modesti), 2011

Letteratura per ragazzi
- Vetruškina ledina (La Radura del falco), 2005
- Čarna i Nesvet (Čarna e Nesvet), 2013
- Banda neželjenih ljubimaca (Una banda di animali domestici indesiderati), 2017
- Biće jednom (Sarà una volta), 2020

## Premi e riconoscimenti
- Premio „Josip Kulundžić“ nel 1999 come miglior studente di drammaturgia
- Premio „Slobodan Selenić“ nel 1999 per il miglior lavoro di laurea
- Premio „Sterijina“ nel 2005 per il miglior testo drammatico contemporaneo
- Secondo premio per la migliore sceneggiatura nel 2007 al festival delle sceneggiature a Vrnjačka Banja
- Premio Ibis nel 2007 per la migliore sceneggiatura al primo festival cinematografico serbo a Novi Sad
- Premio letterario „Biljana Jovanović“ nel 2007
- Distinzione della giuria nel 2008 per la migliore sceneggiatura al festival cinematografico Wiosna a Varsavia
- Premio nel 2008 per il miglior testo teatrale al quarantesimo incontro dei teatri di burattini professionali della Serbia a Niš
- Vital Premio letterario Girasole dorato nel 2011
- Premio letterario „Borisav Stanković“ nel 2011
- Premio della rivista Politikin Zabavnik nel 2013
- Premio letterario „Andrić“ nel 2014
- Premio letterario dell'Unione europea nel 2014
- Premio letterario „Isidora Sekulić“ nel 2017
- Premio letterario „Sima Cucić“ nel 2018